# Whitney South Sea Expedition
A Whitney South Sea Expedition' (1921 - c. 1932) foi uma expedição que tinha por objetivo coletar exemplares de aves para o Museu Americano de História Natural (AMNH), sob a liderança inicial de Rollo Beck, foi instigada pelo Dr. Leonard Cutler Sanford e financiada por Harry Payne Whitney, um filantropo e criador de cavalos puro-sangue inglês.
O próprio Beck era um perito colecionador de aves, contratado por Ernest H. Quayle e Charles Curtis para auxiliar com a coleta, incluindo os espécimes botânicos recolhidos pela expedição.
A expedição visitou ilhas na região sul do Pacífico e acabou retornando com mais de 40 mil espécimes de aves, muitos espécimes de plantas e uma extensa coleção de artigos e fotografias antropológicas.